# Richard Vogl
Richard Vogl (* 1952 in Furth im Wald) ist deutscher Maler und Zeichner.

## Werdegang
Richard Vogl wurde 1952 in Furth im Wald geboren. Von 1973 bis 1980 studierte er an der Akademie der Bildenden Künste, München bei Heinz Butz und Rudi Tröger. 
Seit 1980 ist er freischaffend als Maler und Zeichner tätig. 2004 wurde er zum ordentlichen Mitglied der Bayerischen Akademie der Schönen Künste gewählt. 
Richard Vogl lebt und arbeitet in Bernhardswald und München.
Öffentliche Ankäufe unternahmen unter anderem die Bayerische Staatsgemäldesammlungen, die Staatliche Graphische Sammlung München, die Bayerische Akademie der Schönen Künste und die Museen der Stadt Regensburg.

## Ausstellungen (Auswahl)
- 1984: Galerie Marion Grčić-Ziersch, Regensburg
- 1989: 13. Biennale der Ostseeländer, Norwegens und Islands, Kunsthalle Rostock (Katalog)
- 1991: Studio Galerie, Hamburg (Katalog)
- 1994: Galerie pro arte, Freiburg
- 1997: Städtische Galerie Leerer Beutel, Regensburg
- 1997: Städtische Kunstsammlungen, Augsburg
- 1999: Galerie Marie-José van de Loo, München
- 2000: Galerie Josephski-Neukum, Issing
- 2002: Kohlen und Öle, Galerie Marie-José van de Loo, München (Katalog)
- 2004: Going public, Städtische Galerie Leerer Beutel, Regensburg
- 2004: Bayerische Akademie der Schönen Künste, München
- 2005: Deutsche Werkstätten Hellerau, mit Andreas Bindl
- 2008: Museum Lothar Fischer, Neumarkt in der Oberpfalz
- 2009: Die Gegenwart der Linie, Staatliche Graphische Sammlung München – Pinakothek der Moderne, München
- 2010: Galerie Rolf Ohse, Bremen
- 2011: Maler der Akademie, Bayerische Akademie der Schönen Künste, München
- 2012: Biennale der Zeichnung, Kunstverein Eislingen
- 2012: Cordonhaus, Cham
- 2013: Malerei und Zeichnung, Kunstverein Eislingen
- 2015: Richard Vogl – Wegbegleiter und neue Arbeiten 1982–2014, Kunst- und Gewerbeverein Regensburg
- 2017: Malerei und Zeichnung, Museum Moderner Kunst, Passau[4]
- 2017: Galerie Ohse, Bremen

## Auszeichnungen
- 1984: Staatlicher Förderpreis für Junge Künstler des Freistaates Bayern
- 1984: Stipendium der Stadt Lahti, Finnland
- 1986: USA-Stipendium des Freistaats Bayern für New York
- 1988: Kulturförderpreis Ostbayern
- 1991: Mitglied der Künstlervereinigung Neue Gruppe
- 1998: Kunstpreis der Bayerischen Akademie der Schönen Künste
- 2004: Wahl zum ordentlichen Mitglied an der Bayerischen Akademie der Schönen Künste, München
- 2005: Arbeitsstipendium im Tyrone Guthrie Centre, Annaghmakerrig
- 2011: Artist in Residence in Hospitalfield, Schottland
- 2013: Kulturpreis des Landkreises Regensburg
- 2016: Nordgaupreis des Oberpfälzer Kulturbundes in der Kategorie „Bildende Kunst“